# 大岛 (斯特拉斯堡)
大岛（Grande Île）是法国斯特拉斯堡的历史中心区，伊尔河中的一个岛屿。

## 历史
1988年被列为世界遗产。国际文化纪念物与历史场所委员会评价大岛是“体现中世纪的城市旧区的例证”。除了斯特拉斯堡主教座堂—世纪第四高教堂，华丽的15世纪哥特式建筑之外，大岛还拥有另外四个古老教堂：圣多马堂、老圣彼得堂（St. Pierre-le-Vieux）、新圣彼得新教教堂（St. Pierre-le-Jeune）和圣司德望堂（St. Étienne）。
为了标识大岛的世界遗产身份，在通往该岛的桥梁上安放了22块铜牌。
大岛因为它的形状，有时被称为“椭圆岛”（ellipse insulaire）。